# ワンミュージック
ワンミュージック (ONE MUSIC) は、日本の音楽プロダクション。

## 在籍アーティスト
- 菅野祐悟
- MAYUKO
- ゆうまお
- 末廣健一郎
- 得田真裕
- 眞鍋昭大

## 過去の在籍アーティスト
- 神坂享輔
- 川嶋可能
- 笹野芽実
- 井筒昭雄

## 作曲家ユニット
所属アーティストによる作曲家ユニット・ワンミュージックとして、テレビドラマの劇伴を担当する。

### テレビドラマ
- 世界一難しい恋（2016年、日本テレビ）
- 家政夫のミタゾノ（2016年、2018年、2019年、2020年、2022年、2023年、2025年、テレビ朝日）
- 黒革の手帖（2017年、テレビ朝日系）
- 監獄のお姫さま（2017年、TBS）
- もみ消して冬～わが家の問題なかったことに～（2018年、日本テレビ）
- 犬神家の一族（2018年、フジテレビ）
- グッドワイフ（2019年、TBS）
- ハル〜総合商社の女〜（2019年、テレビ東京）
- 悪魔の手毬唄〜金田一耕助、ふたたび〜（2019年、フジテレビ）
- ケイジとケンジ 所轄と地検の24時（2020年、テレビ朝日）
- 探偵・由利麟太郎（2020年、関西テレビ）
- にじいろカルテ（2021年、テレビ朝日）
- 和田家の男たち（2021年、テレビ朝日）
- 忍者に結婚は難しい（2023年、フジテレビ）
- 離婚しない男-サレ夫と悪嫁の騙し愛-（2024年、テレビ朝日）